# فهرست فرودگاه‌های سیدنی
این مقاله شامل فهرستفرودگاه‌های بزرگ شهر سیدنی در منطقهٔ نیو ساوت ولز کشور استرالیا است.

## فهرست فرودگاه‌ها
| مکان       | نام فرودگاه                                           | نوع      | کد فرودگاهی ایکائو | کد فرودگاهی یاتا | مختصات                                                          |
| ---------- | ----------------------------------------------------- | -------- | ------------------ | ---------------- | --------------------------------------------------------------- |
| Bankstown  | فرودگاه بنکستاون                                      | Public   | YSBK               | BWU              | ۳۳°۵۵′۳۰″ جنوبی ۱۵۰°۵۹′۱۸″ شرقی / ۳۳٫۹۲۵۰۰°جنوبی ۱۵۰٫۹۸۸۳۳°شرقی |
| Camden     | فرودگاه کمدن (سیدنی)                                  | Public   | YSCN               | CDU              | ۳۴°۰۲′۲۴″ جنوبی ۱۵۰°۴۱′۱۲″ شرقی / ۳۴٫۰۴۰۰۰°جنوبی ۱۵۰٫۶۸۶۶۷°شرقی |
| Mascot     | فرودگاه سیدنی                                         | Public   | YSSY               | SYD              | ۳۳°۵۶′۴۶″ جنوبی ۱۵۱°۱۰′۳۸″ شرقی / ۳۳٫۹۴۶۱۱°جنوبی ۱۵۱٫۱۷۷۲۲°شرقی |
| Palm Beach | فرودگاه آبی پالم بیچ                                  | Public   |                    | LBH              | ۳۳°۳۵′۱۵″ جنوبی ۱۵۱°۱۹′۲۶″ شرقی / ۳۳٫۵۸۷۵۰°جنوبی ۱۵۱٫۳۲۳۸۹°شرقی |
| Richmond   | فرودگاه نیروی هوایی سلطنتی استرالیا در پایگاه ریچموند | Military | YSRI               | RCM              | ۳۳°۰۶′۰۲″ جنوبی ۱۵۰°۴۶′۵۱″ شرقی / ۳۳٫۱۰۰۵۶°جنوبی ۱۵۰٫۷۸۰۸۳°شرقی |
| سیدنی      | Second Sydney Airport                                 |          |                    |                  |                                                                 |
| The Oaks   | The Oaks Airfield                                     | Private  | YOAS               |                  | ۳۴°۰۴′۵۸″ جنوبی ۱۵۰°۳۳′۳۶″ شرقی / ۳۴٫۰۸۲۷۸°جنوبی ۱۵۰٫۵۶۰۰۰°شرقی |
| Wedderburn | Wedderburn Airport                                    | Private  | YWBN               |                  | ۳۴°۱۰′۴۸″ جنوبی ۱۵۰°۴۸′۳۰″ شرقی / ۳۴٫۱۸۰۰۰°جنوبی ۱۵۰٫۸۰۸۳۳°شرقی |

## Defunct airports
| مکان        | نام فرودگاه             | نوع      | کد فرودگاهی ایکائو | کد فرودگاهی یاتا | مختصات                                                          |
| ----------- | ----------------------- | -------- | ------------------ | ---------------- | --------------------------------------------------------------- |
| Castlereagh | Castlereagh Aerodrome   | Military |                    |                  | ۳۳°۴۰′۳۷″ جنوبی ۱۵۰°۴۱′۱۵″ شرقی / ۳۳٫۶۷۶۹۴°جنوبی ۱۵۰٫۶۸۷۵۰°شرقی |
| Hoxton Park | فرودگاه هکستن پارک      | Public   | YHOX               |                  | ۳۳°۵۴′۳۵″ جنوبی ۱۵۰°۵۱′۰۸″ شرقی / ۳۳٫۹۰۹۷۲°جنوبی ۱۵۰٫۸۵۲۲۲°شرقی |
| Penrith     | Fleurs Aerodrome        | Military |                    |                  | ۳۳°۵۱′۴۸″ جنوبی ۱۵۰°۴۶′۳۰″ شرقی / ۳۳٫۸۶۳۳۳°جنوبی ۱۵۰٫۷۷۵۰۰°شرقی |
| Schofields  | RAAF Station Schofields | Military |                    |                  | ۳۳°۴۲′۴۹″ جنوبی ۱۵۰°۵۲′۱۶″ شرقی / ۳۳٫۷۱۳۶۱°جنوبی ۱۵۰٫۸۷۱۱۱°شرقی |